# Our Lady Peace
Our Lady Peace é uma banda canadense de post-grunge formada em Toronto em 1992.

## Integrantes

### Formação atual
- Raine Maida – vocal e guitarra rítmica
- Jeremy Taggart – bateria e percussão
- Duncan Coutts – baixo e vocal de apoio
- Steve Mazur – guitarra solo e vocal de apoio

### Ex-membros
- Mike Turner – guitarra e vocal de apoio
- Chris Eacrett – baixo
- Jamie Edwards – guitarra